# Sabbie bituminose

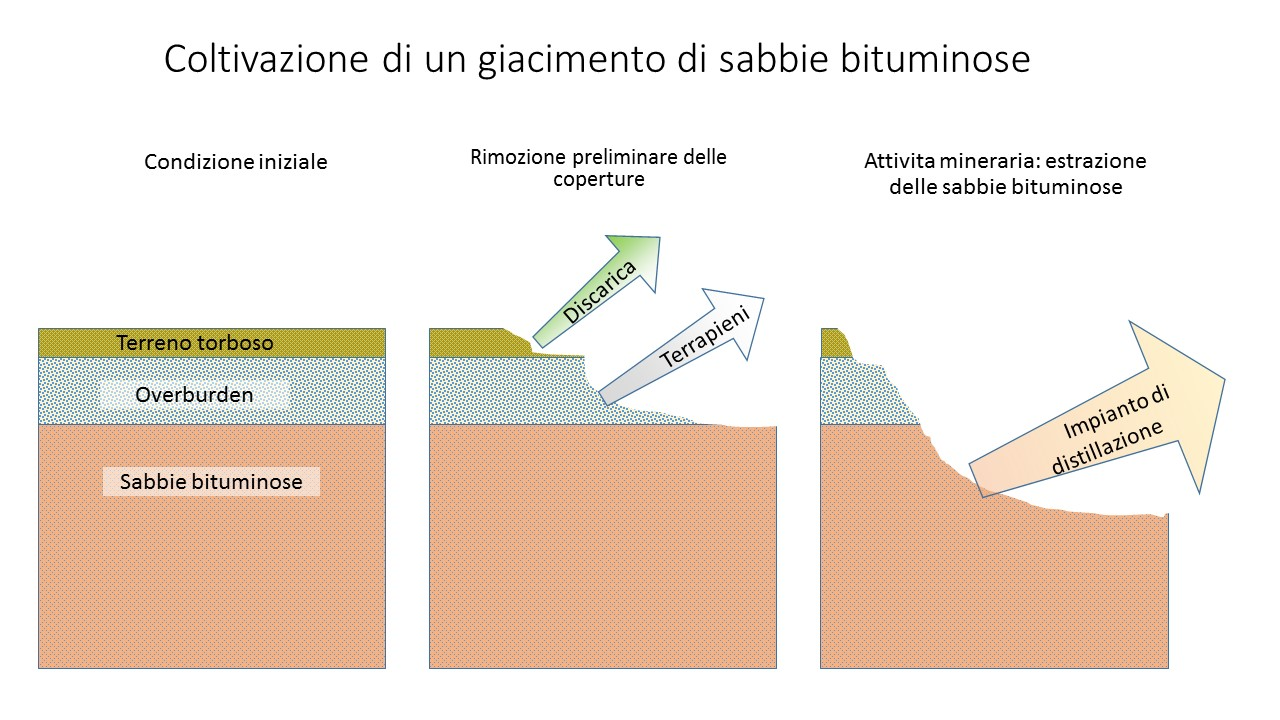
Coltivazione di un giacimento di sabbie bituminose, secondo la tecnica della miniera superficiale

Le sabbie bituminose sono rocce sedimentarie, con matrice terrigena formata da sabbia e argilla, le cui porosità sono riempite da acqua e bitume. Dalle sabbie bituminose si estrae un bitume simile al petrolio che può essere convertito in petrolio grezzo sintetico o raffinato direttamente in raffineria per ottenere i derivati del petrolio. Il bitume dalle sabbie viene estratto tramite miniere superficiali o tramite pozzi, utilizzando delle tecniche di recupero che sfruttano vapore o solventi per ridurne la viscosità. Mediamente il bitume contiene l'83,2% di carbonio, il 10,4% d'idrogeno, lo 0,94% d'ossigeno, lo 0,36% d'azoto e il 4,8% di zolfo.

## Riserve
Le sabbie bituminose possono rappresentare i due terzi delle riserve mondiali di petrolio con almeno 1,7 Terabarili in Canada e 235 Gigabarili in Venezuela.

## Ripartizione

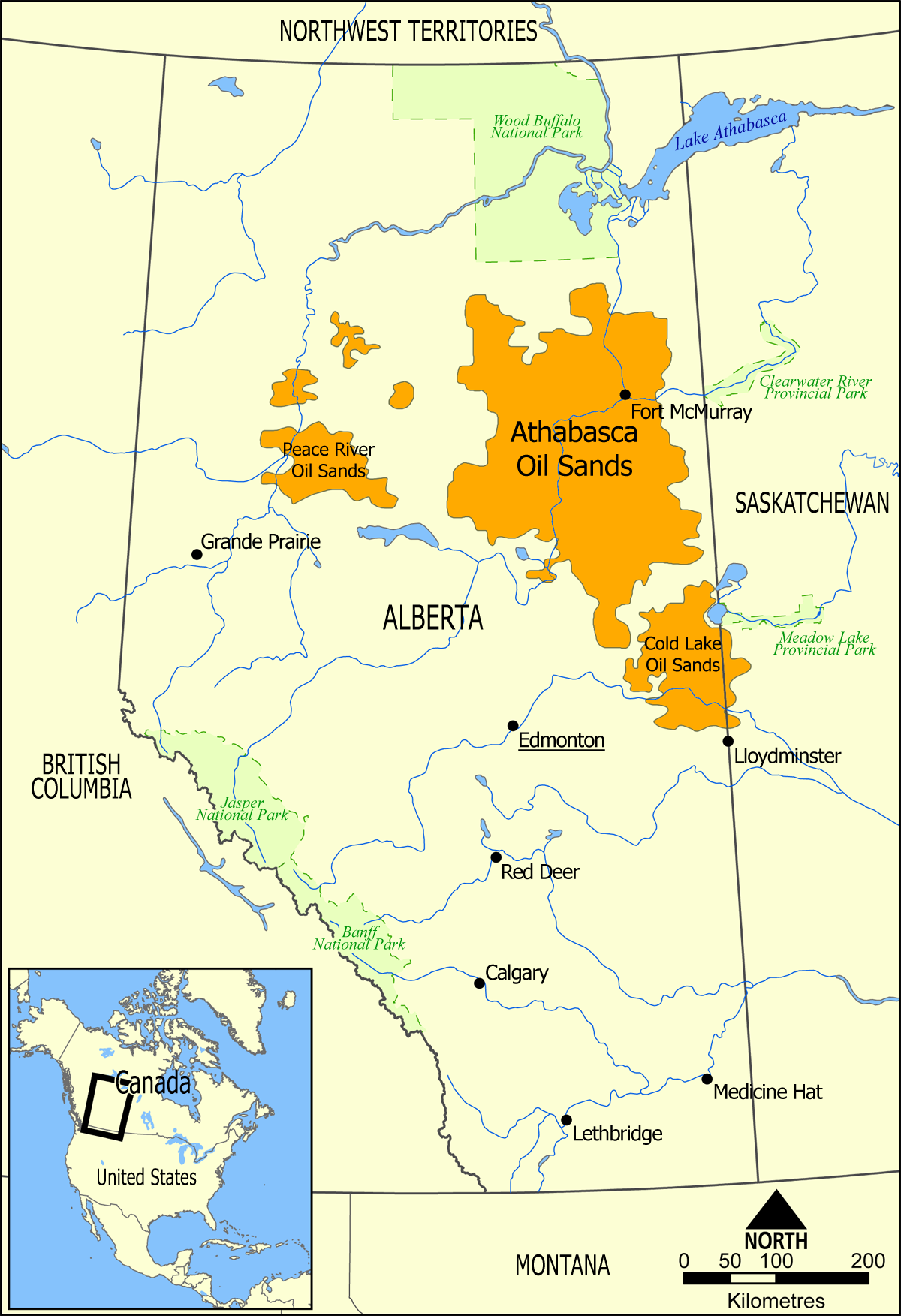
Sabbie bituminose dell'Alberta

Le riserve sono fortemente concentrate in due province geologiche.

### Alberta
I principali giacimenti si trovano nel nord dell'Alberta. A ovest nella regione di Rivière-la-Paix (Peace River), a sud, Cold Lake e a nord, vicino al fiume Athabasca, più precisamente presso Fort McMurray. Circa venti aziende estraggono le sabbie bituminose Alberta, le due più importanti sono: Syncrude e Suncor. 

### Venezuela
La seconda regione si trova in Venezuela, nella "cintura" dell'Orinoco ed è il più grande accumulo di idrocarburi al mondo, contenente più o meno la stessa quantità del giacimento canadese. Il bitume venezuelano è altrettanto denso di quello canadese, più liquido, così che spesso non è classificato come sabbia bituminosa, ma come petrolio extra-pesante.

### Altri giacimenti
Le riserve esistenti in altri paesi del mondo sono molto più piccole. Ne esistono giacimenti in Siberia Orientale, nella regione dell'Olenëk, ma non sono disponibili informazioni rilevanti. Sono situate in clima artico e in luoghi sperduti, cosa che ne rende al momento difficile lo sfruttamento. La Russia possiede altri depositi nella regione Volga-Urali (Tatarstan e regioni vicine), più piccole di quelle dell'Olenek.
Altri piccoli giacimenti si trovano in una cinquantina di paesi.

## Impatto ambientale

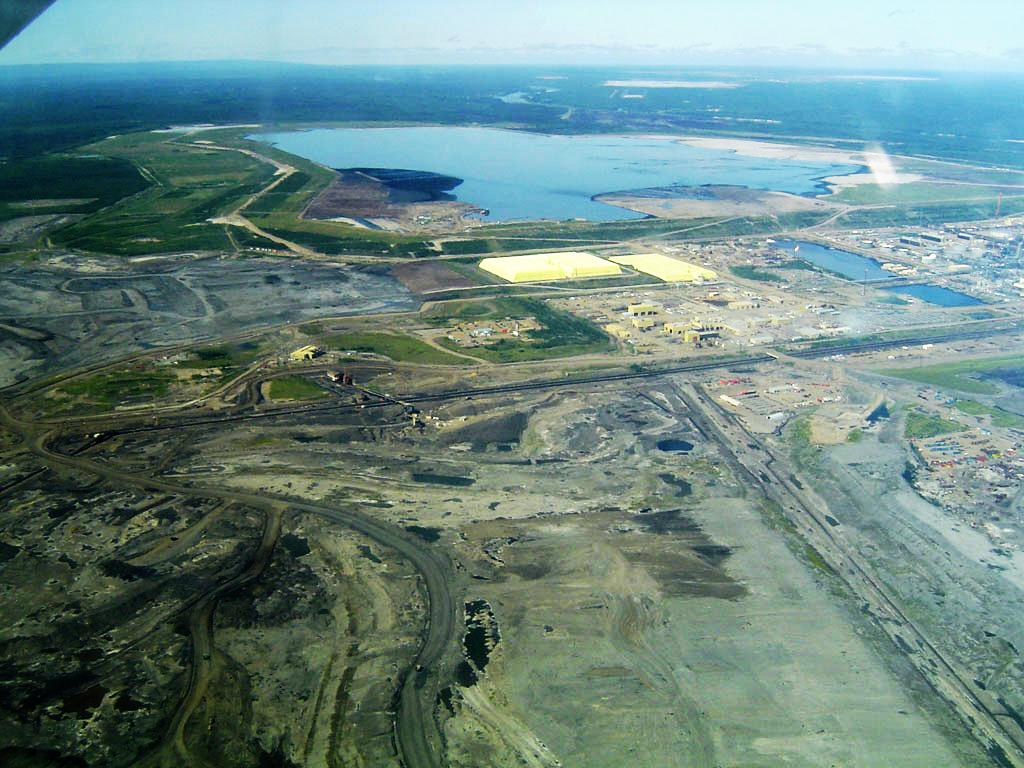
Miniera della Syncrude a Mildred Lake vicino a Fort McMurray in Alberta

L'estrazione ha un impatto molto pesante sull'ecosistema. In Alberta questa forma di estrazione ha distrutto completamente, a causa delle miniere a cielo aperto, la foresta boreale e ha delle conseguenze dirette sull'aria. Centinaia di km² di territorio sono devastati.
Inoltre, l'estrazione consuma molta più energia delle tradizionali, per cui le emissioni di gas serra associate alla sua estrazione risultano maggiori del 23% rispetto al petrolio convenzionale.